# Jordan Theodore
Pour les articles homonymes, voir Theodore.
Jordan Theodore, né le 11 décembre 1989 à Englewood au New Jersey, est un joueur américano-macédonien de basket-ball. Il évolue au poste de meneur.

## Carrière
Lors de la saison 2016-2017, le Bandırma Banvit participe à la Ligue des champions. Le club atteint la finale de la compétition, défait par l'Iberostar Tenerife. Theodore, meilleur passeur (7,7 passes décisives par rencontre) et 4e meilleur marqueur de la compétition (16,2 points par rencontre) est nommé meilleur joueur de la saison régulière. Il est aussi nommé dans la meilleure équipe de la compétition avec Geórgios Bógris, Aaron Doornekamp, Melvin Ejim et Zack Wright.
En janvier 2019, Theodore rejoint l'AEK Athènes avec un contrat jusqu'à la fin de la saison en cours.
Il commence la saison 2019-2020 avec Beşiktaş mais quitte le club à la fin du mois de décembre pour signer jusqu'à la fin de saison avec l'UNICS Kazan. Il dispute 6 matchs de VTB United League et 6 matchs d'EuroCoupe avec le club russe avant l'arrêt prématuré des compétitions en raison de la pandémie de Covid-19.
Le 20 novembre 2020, il fait son retour à l'UNICS Kazan en signant un contrat jusqu'à la fin de la saison,.
En janvier 2022, Theodore s'engage avec le Reyer Venise Mestre jusqu'à la fin de la saison.
En août 2023, Theodore rejoint les Metropolitans 92. Il quitte l'équipe, dernière du championnat de France, en janvier 2024 pour rejoindre le Saski Baskonia, club espagnol évoluant en EuroLigue.

## Palmarès

### En club
- Vainqueur de la Coupe d'Europe FIBA 2015-2016 avec le Francfort Skyliners.
- Vainqueur de la Coupe de Turquie 2017 avec le Bandırma Banvit.
- Vainqueur de la Supercoupe d'Italie 2017 avec l'Olimpia Milan.
- Champion d'Italie 2017-2018 avec l'Olimpia Milan.
- Vainqueur de la Coupe intercontinentale 2019 avec l'AEK Athènes.

### Distinctions personnelles
- Membre de la Second-team All-Big East en 2012.
- Membre de la All-German BBL Second Team en 2016.
- All-Star du championnat turc en 2017.
- MVP de la Coupe de Turquie 2017.
- MVP, finaliste et membre de l'équipe type de la Ligue des champions 2016-2017.
- MVP de la Supercoupe d'Italie 2017.
- All-Star du championnat grec en 2019.
- MVP de la Coupe intercontinentale 2019.